# 承德御宴酒
承德御宴酒简称御宴酒，是河北承德隆化县出产的一种白酒。
隆化当地酿酒历史悠久，可上溯至宋辽时期。此酒原名“玉浆春酒”，1690年乌兰布通之战时，康熙帝坐镇博罗河屯(即今隆化)节制全军期间赐名御宴酒。当地易手后，当局将当地数十个烧锅合并成立“隆化县制酒厂”， 后数度扩建、改制、易名。承德御宴酒为纯粮酿造的浓香型白酒。